# Phthiria compressa
Phthiria compressa är en tvåvingeart som beskrevs av Walker 1852. Phthiria compressa ingår i släktet Phthiria och familjen svävflugor. Inga underarter finns listade i Catalogue of Life.